# Benoît Angbwa
Benoît Christian Angbwa Ossoemeyang, född 1 januari 1982 i Garoua, Kamerun, är en kamerunsk fotbollsspelare som senast spelade som högerback för den ryska klubben Anzji Machatjkala.
Angbwa spelar även för Kameruns landslag.